# Le Chauchet
Le Chauchet est une commune française située dans le département de la Creuse en région Nouvelle-Aquitaine.

## Géographie

### Généralités

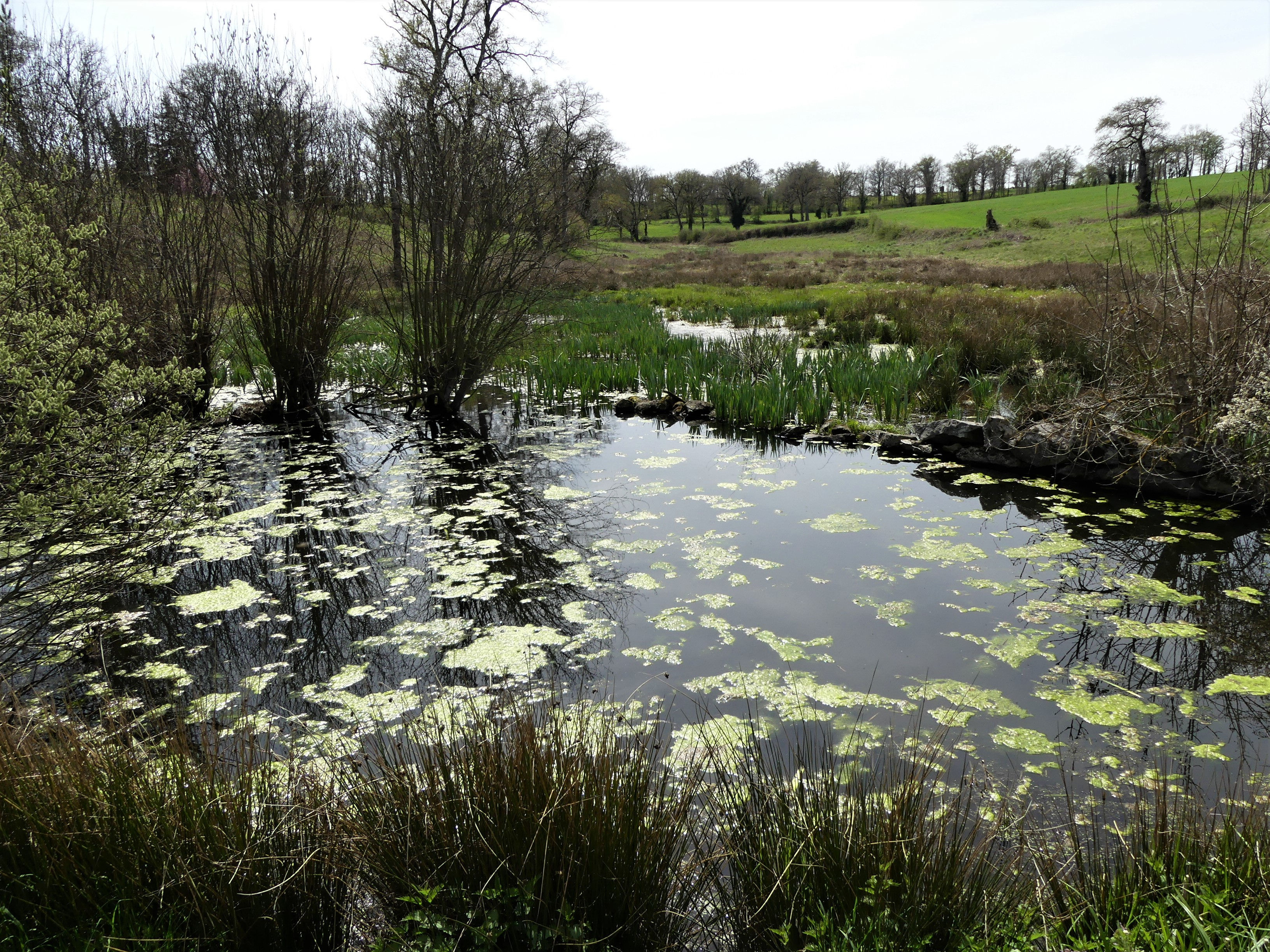
Zone humide au nord-ouest du bourg.

Dans le quart nord-est du département de la Creuse, la commune du Chauchet s'étend sur 10,62 km2. Elle est arrosée à l'ouest sur environ cinq kilomètres par la Tardes, un affluent du Cher. Son affluent la Valette arrose le territoire communal sur cinq kilomètres à l'est et au nord.
L'altitude minimale avec 390 mètres se trouve localisée à l'extrême nord, au nord-est du lieu-dit la Villetelle, là où la Tardes quitte le territoire communal et entre sur celui de Tardes. L'altitude maximale avec 515 mètres est située au nord-est, au nord du lieu-dit les Chabannes.
Traversé par la route départementale (RD) 65, le bourg du Chauchet est situé, en distances orthodromiques, vingt-deux kilomètres au nord-est d'Aubusson.
Au nord-est, la RD 993 traverse la commune sur un kilomètre.

### Communes limitrophes
Le Chauchet est limitrophe de cinq autres communes.
| Saint-Loup             | Tardes   |              |
| Saint-Julien-le-Châtel | Chauchet | Saint-Priest |
| Peyrat-la-Nonière      |          |              |

### Climat
Pour des articles plus généraux, voir Climat de la Nouvelle-Aquitaine et Climat de la Creuse.
Historiquement, la commune est exposée à un climat montagnard.  
En 2020, Météo-France publie une typologie des climats de la France métropolitaine dans laquelle la commune est exposée à un climat de montagne et est dans la région climatique  Ouest et nord-ouest du Massif Central, caractérisée par une pluviométrie annuelle de 900 à 1 500 mm, maximale en automne et en hiver.
Pour la période 1971-2000, la température annuelle moyenne est de 10,2 °C, avec  une amplitude thermique annuelle de 15 °C. Le cumul annuel moyen de précipitations est de 906 mm, avec 11,7 jours de précipitations en janvier et 7,3 jours en juillet. Pour la période 1991-2020, la température moyenne annuelle observée sur la station météorologique la plus proche, située sur la commune de Lupersat à 13,76 km à vol d'oiseau, est de 10,8 °C et le cumul annuel moyen de précipitations est de 934,9 mm,. Pour l'avenir, les paramètres climatiques de la commune estimés pour 2050 selon différents scénarios d’émission de gaz à effet de serre sont consultables sur un site dédié publié par Météo-France en novembre 2022.

### Milieux naturels et biodiversité

#### Espaces protégés
La protection réglementaire est le mode d’intervention le plus fort pour préserver des espaces naturels remarquables et leur biodiversité associée,.
Aucune aire protégée ne concerne le territoire communal.

#### Réseau Natura 2000
Le réseau Natura 2000 est un réseau écologique européen de sites naturels d'intérêt écologique élaboré à partir des directives habitats et oiseaux, constitué de zones spéciales de conservation (ZSC) et de zones de protection spéciale (ZPS).
Aucun site Natura 2000 n'a été défini sur la commune.

#### Zones naturelles d'intérêt écologique, faunistique et floristique
L'inventaire des zones naturelles d'intérêt écologique, faunistique et floristique (ZNIEFF) a pour objectif de réaliser une couverture des zones les plus intéressantes sur le plan écologique, essentiellement dans la perspective d’améliorer la connaissance du patrimoine naturel national et de fournir aux différents décideurs un outil d’aide à la prise en compte de l’environnement dans l’aménagement du territoire.
En 2022, une ZNIEFF est recensée sur la commune d’après l'INPN.
Cette ZNIEFF de type 2 concerne l'intégralité du bassin versant de l'étang des Landes, qui s'étend sur 30,52 km2, sur le territoire de six communes. Cette ZNIEFF est remarquable par la présence de très nombreuses espèces, dont 92 sont déterminantes : 73 animales et 19 végétales. Sur le territoire du Chauchet, elle représente toute la zone à l'ouest de la RD 993, sur environ 68 hectares, au nord-est, au lieu-dit les Bouiges.

## Urbanisme

### Typologie
Au 1er janvier 2024, Le Chauchet est catégorisée commune rurale à habitat très dispersé, selon la nouvelle grille communale de densité à 7 niveaux définie par l'Insee en 2022.
Elle est située hors unité urbaine et hors attraction des villes,.

### Occupation des sols
L'occupation des sols de la commune, telle qu'elle ressort de la base de données européenne d’occupation biophysique des sols Corine Land Cover (CLC), est marquée par l'importance des territoires agricoles (95,2 % en 2018), une proportion sensiblement équivalente à celle de 1990 (95,3 %). La répartition détaillée en 2018 est la suivante : 
prairies (48,7 %), zones agricoles hétérogènes (46,5 %), forêts (4,8 %). L'évolution de l’occupation des sols de la commune et de ses infrastructures peut être observée sur les différentes représentations cartographiques du territoire : la carte de Cassini (XVIIIe siècle), la carte d'état-major (1820-1866) et les cartes ou photos aériennes de l'IGN pour la période actuelle (1950 à aujourd'hui).

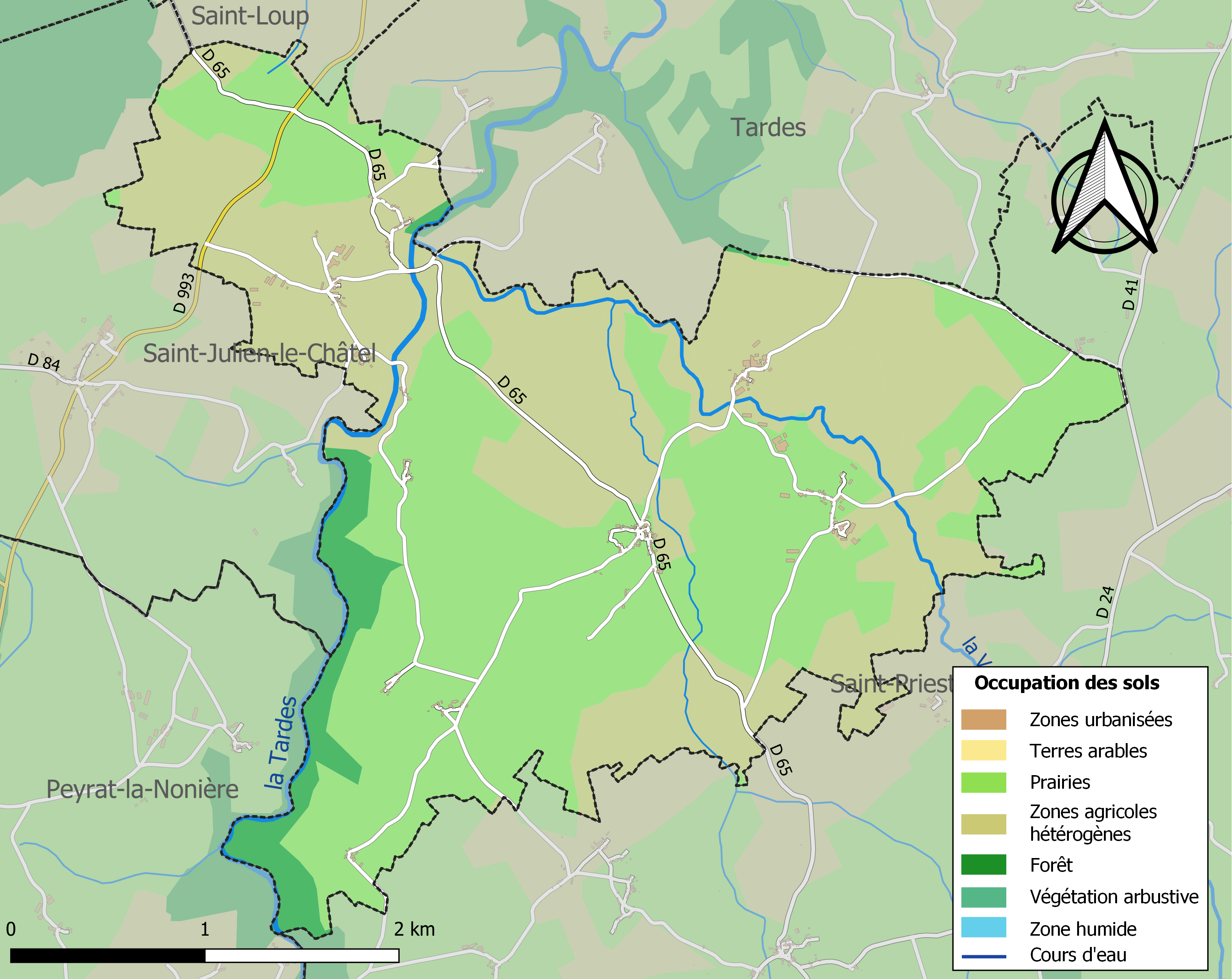
Carte des infrastructures et de l'occupation des sols de la commune en 2018 (CLC).

### Villages, hameaux et lieux-dits
Outre le bourg du Chauchet proprement dit, le territoire se compose d'autres villages ou hameaux, ainsi que de lieux-dits :
- le Bétoux
- les Bouiges
- le Breuil
- Bussière
- les Chabannes
- le chez Chameau
- Cherchaud
- la Croix
- les Farges
- les Gouttelles
- les Grands Champs
- les Lamberts
- Mazat
- le Moulin de la Salle
- la Planche
- la Prade
- la Salle
- la Valette
- la Villetelle.

### Risques majeurs
Le territoire de la commune du Chauchet est vulnérable à différents aléas naturels : météorologiques (tempête, orage, neige, grand froid, canicule ou sécheresse) et séisme (sismicité faible). Il est également exposé à un risque particulier : le risque de radon. Un site publié par le BRGM permet d'évaluer simplement et rapidement les risques d'un bien localisé soit par son adresse soit par le numéro de sa parcelle.

#### Risques naturels

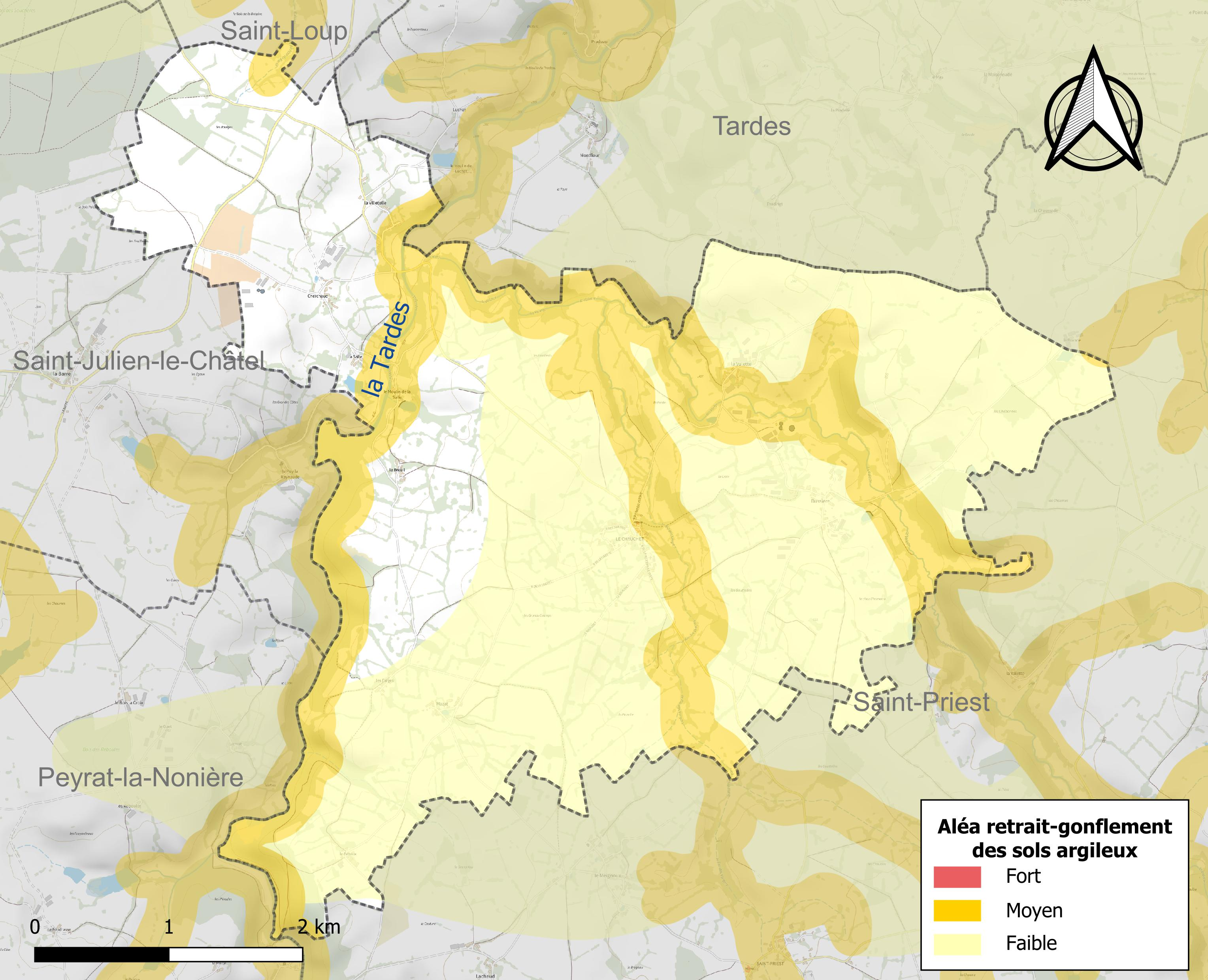
Carte des zones d'aléa retrait-gonflement des sols argileux du Chauchet.

Le retrait-gonflement des sols argileux est susceptible d'engendrer des dommages importants aux bâtiments en cas d’alternance de périodes de sécheresse et de pluie. 26 % de la superficie communale est en aléa moyen ou fort (33,6 % au niveau départemental et 48,5 % au niveau national). Sur les 82 bâtiments dénombrés sur la commune en 2019, 19 sont en aléa moyen ou fort, soit 23 %, à comparer aux 25 % au niveau départemental et 54 % au niveau national. Une cartographie de l'exposition du territoire national au retrait gonflement des sols argileux est disponible sur le site du BRGM,.
Par ailleurs, afin de mieux appréhender le risque d’affaissement de terrain, l'inventaire national des cavités souterraines permet de localiser celles situées sur la commune.
La commune a été reconnue en état de catastrophe naturelle au titre des dommages causés par les inondations et coulées de boue survenues en 1982 et 1999. Concernant les mouvements de terrains, la commune a été reconnue en état de catastrophe naturelle au titre des dommages causés par des mouvements de terrain en 1999.

#### Risque particulier
Dans plusieurs parties du territoire national, le radon, accumulé dans certains logements ou autres locaux, peut constituer une source significative d’exposition de la population aux rayonnements ionisants. Certaines communes du département sont concernées par le risque radon à un niveau plus ou moins élevé. Selon la classification de 2018, la commune du Chauchet est classée en zone 3, à savoir zone à potentiel radon significatif.

## Histoire

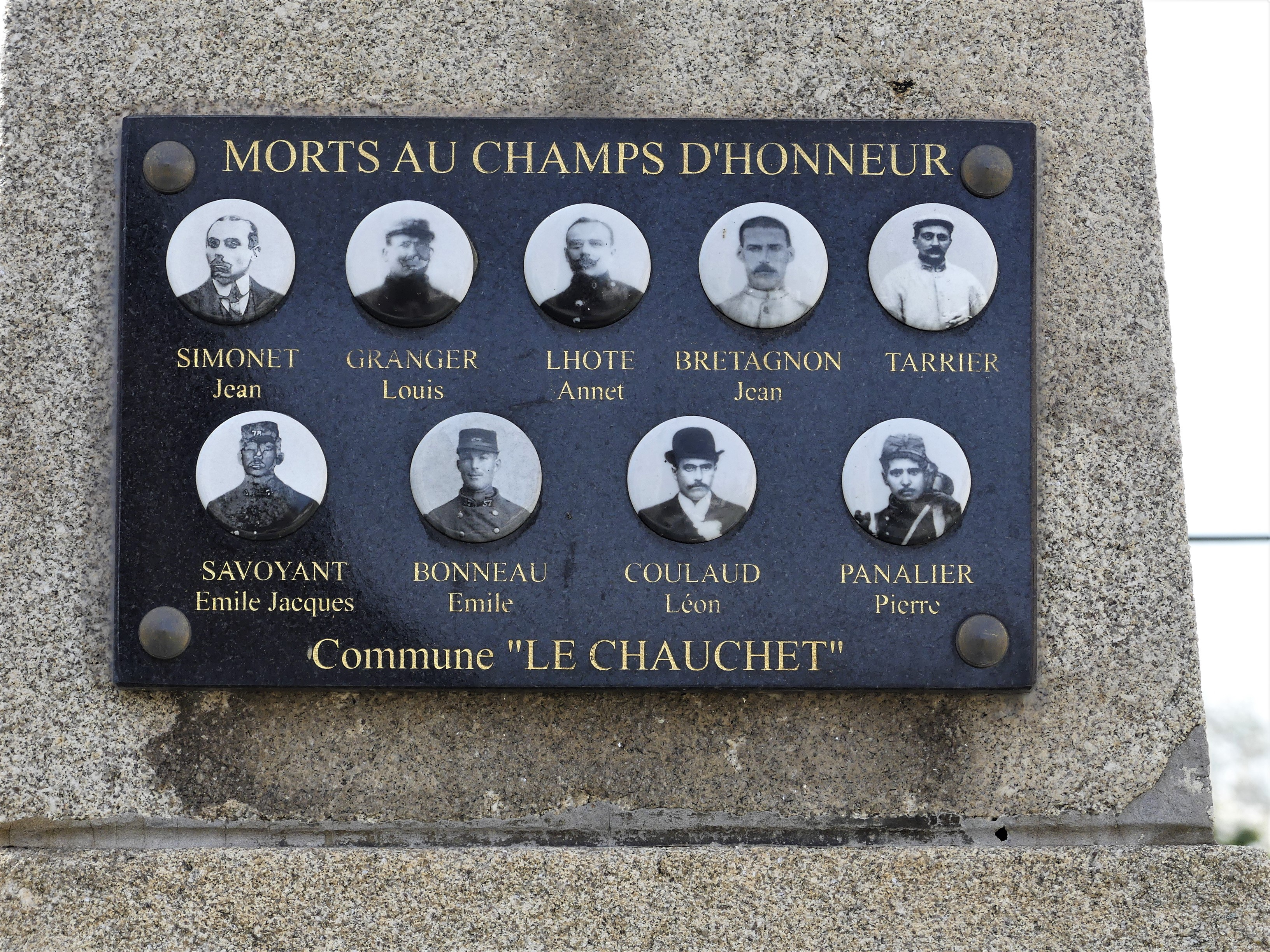
Plaque des soldats du Chauchet morts pour la France lors de la Première Guerre mondiale.

Le Chauchet est une commune créée à la Révolution.

## Politique et administration

### Liste des maires

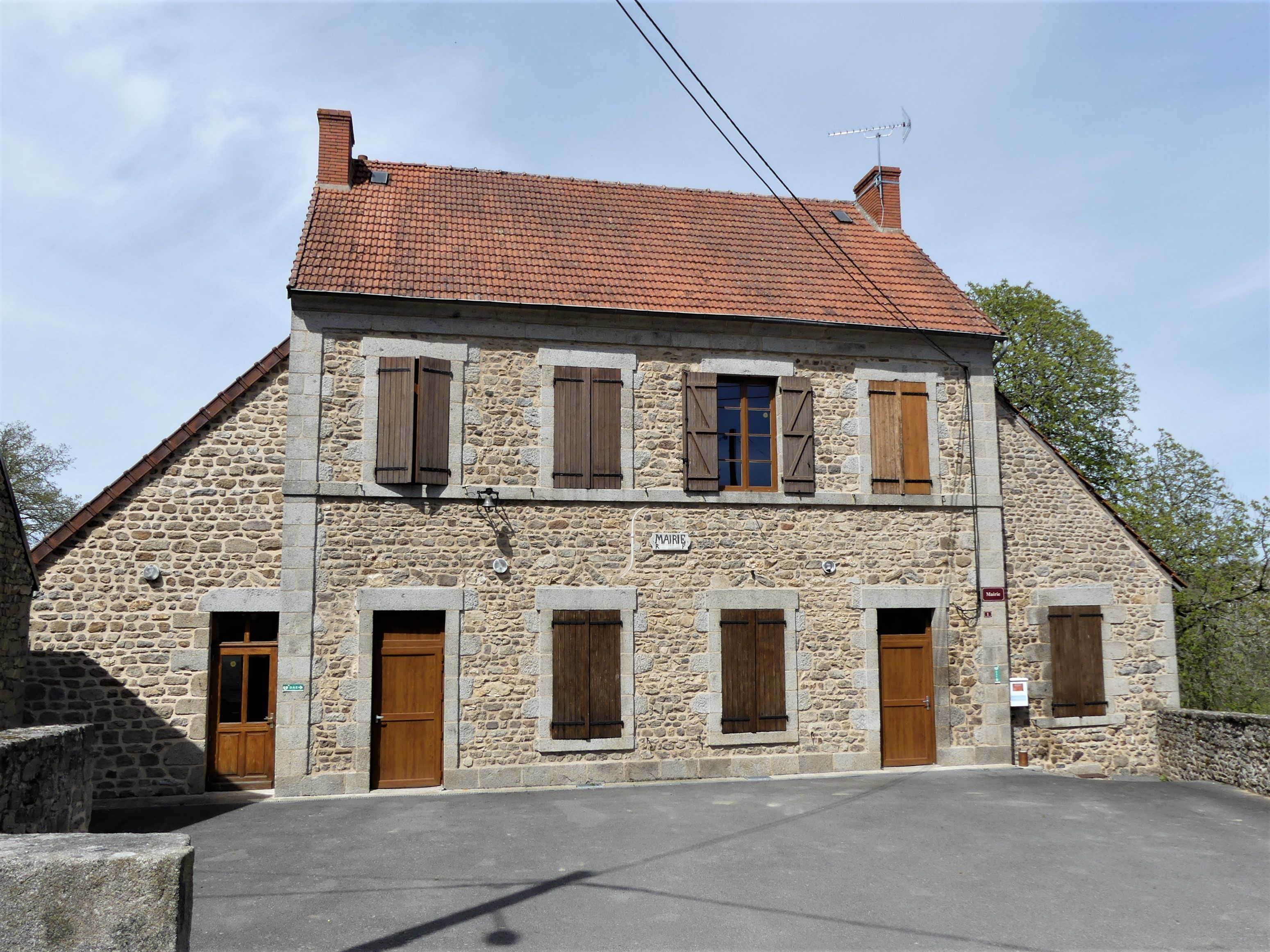
La mairie en 2022.

| Période                                  | Période  | Identité         | Étiquette | Qualité     |
| ---------------------------------------- | -------- | ---------------- | --------- | ----------- |
| Les données manquantes sont à compléter. |          |                  |           |             |
|                                          |          |                  |           |             |
| mars 2001                                | 2014     | Michel Monteil   |           |             |
| mars 2014                                | En cours | Philippe Monteil | DVD       | Agriculteur |

## Démographie
L'évolution du nombre d'habitants est connue à travers les recensements de la population effectués dans la commune depuis 1793. Pour les communes de moins de 10 000 habitants, une enquête de recensement portant sur toute la population est réalisée tous les cinq ans, les populations de référence des années intermédiaires étant quant à elles estimées par interpolation ou extrapolation. Pour la commune, le premier recensement exhaustif entrant dans le cadre du nouveau dispositif a été réalisé en 2006.

En 2022, la commune comptait 105 habitants, en évolution de −3,67 % par rapport à 2016 (Creuse : −3,32 %, France hors Mayotte : +2,11 %).
| 1793 | 1800 | 1806 | 1821 | 1831 | 1836 | 1841 | 1846 | 1851 |
| ---- | ---- | ---- | ---- | ---- | ---- | ---- | ---- | ---- |
| 511  | 519  | 542  | 517  | 552  | 551  | 512  | 525  | 517  |

| 1856 | 1861 | 1866 | 1872 | 1876 | 1881 | 1886 | 1891 | 1896 |
| ---- | ---- | ---- | ---- | ---- | ---- | ---- | ---- | ---- |
| 518  | 497  | 501  | 466  | 436  | 444  | 431  | 409  | 370  |

| 1901 | 1906 | 1911 | 1921 | 1926 | 1931 | 1936 | 1946 | 1954 |
| ---- | ---- | ---- | ---- | ---- | ---- | ---- | ---- | ---- |
| 343  | 354  | 347  | 268  | 284  | 284  | 239  | 242  | 223  |

| 1962 | 1968 | 1975 | 1982 | 1990 | 1999 | 2006 | 2011 | 2016 |
| ---- | ---- | ---- | ---- | ---- | ---- | ---- | ---- | ---- |
| 187  | 184  | 154  | 130  | 104  | 104  | 104  | 109  | 109  |

| 2021 | 2022 | - | - | - | - | - | - | - |
| ---- | ---- | - | - | - | - | - | - | - |
| 103  | 105  | - | - | - | - | - | - | - |

## Culture locale et patrimoine

### Lieux et monuments
- Église Saint-Julien du Chauchet, dédiée à saint Julien de Brioude.
- Calvaire au nord-ouest du bourg, en bordure de la RD 65.

## Galerie de photos

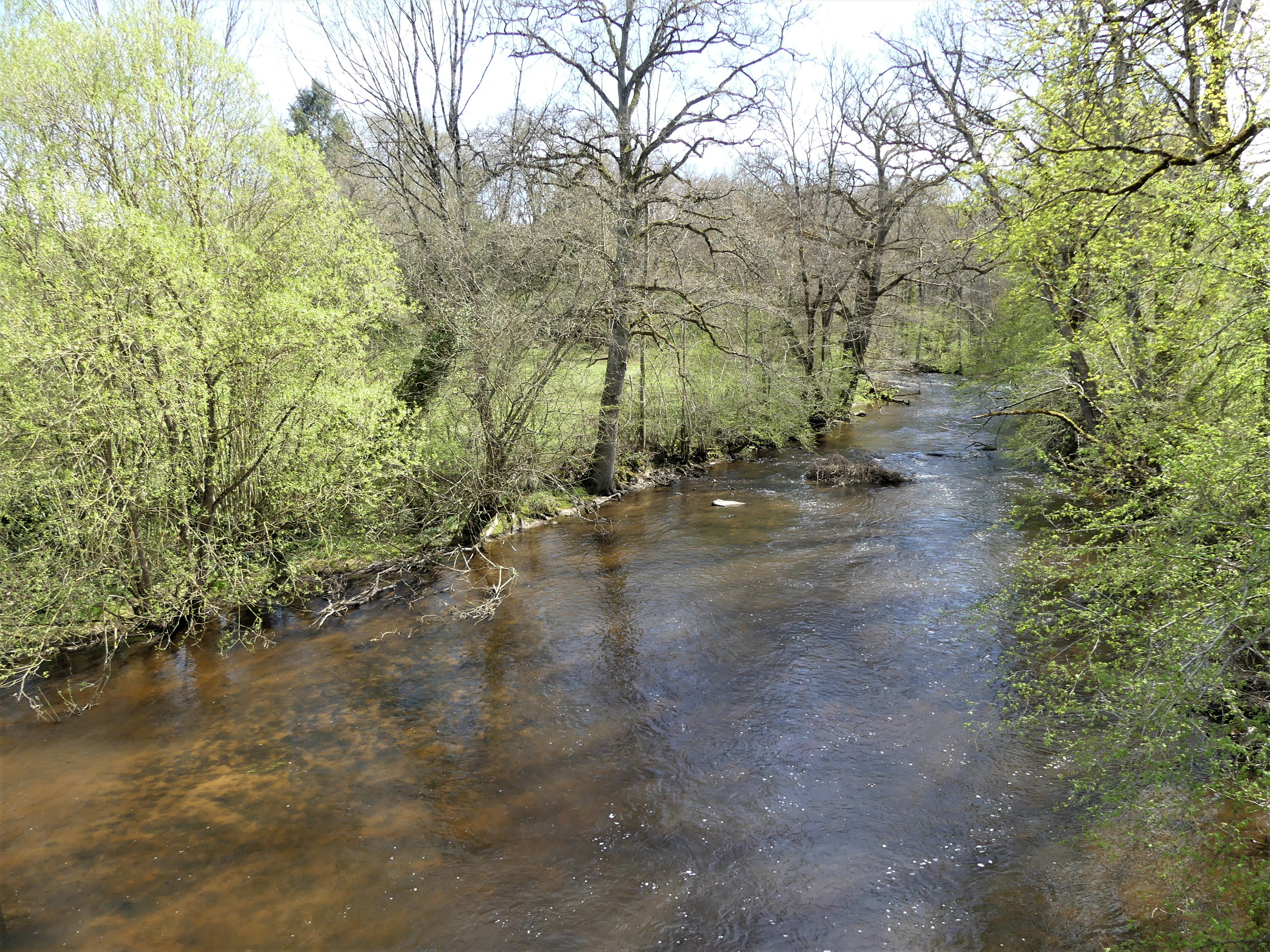
La Tardes au pont de la RD 65.
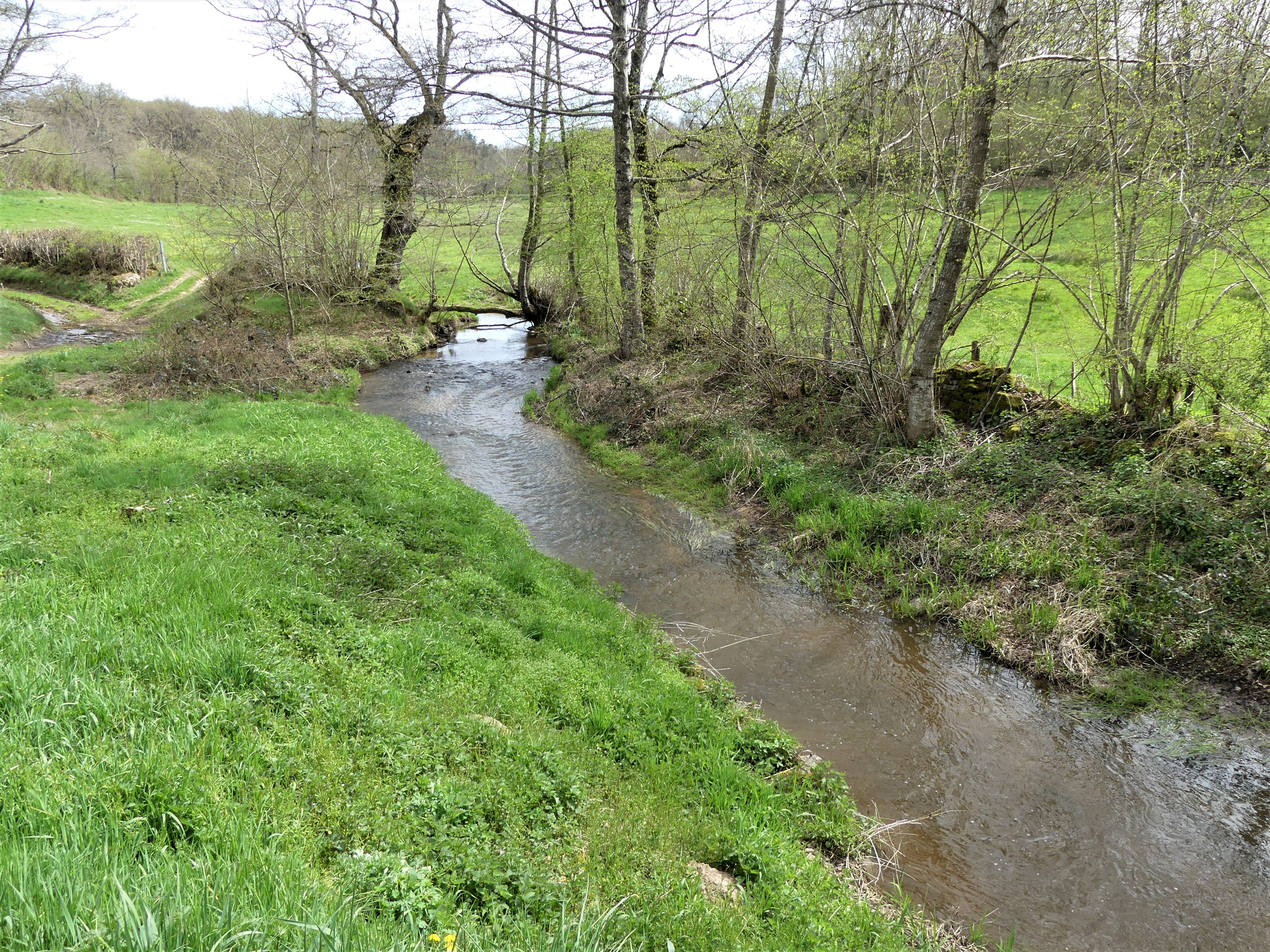
La Valette près du lieu-dit Bussière.
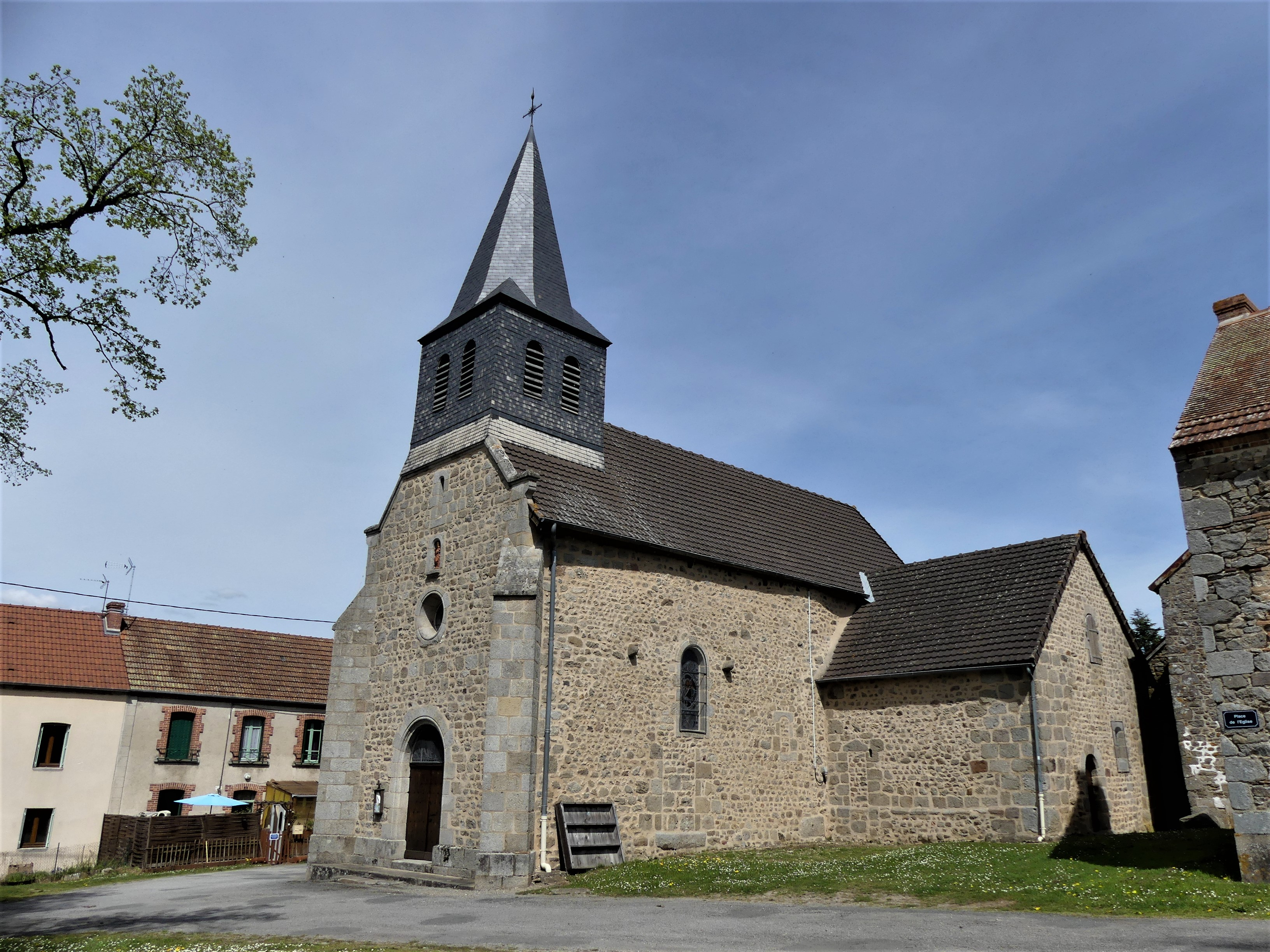
L'église Saint-Julien.
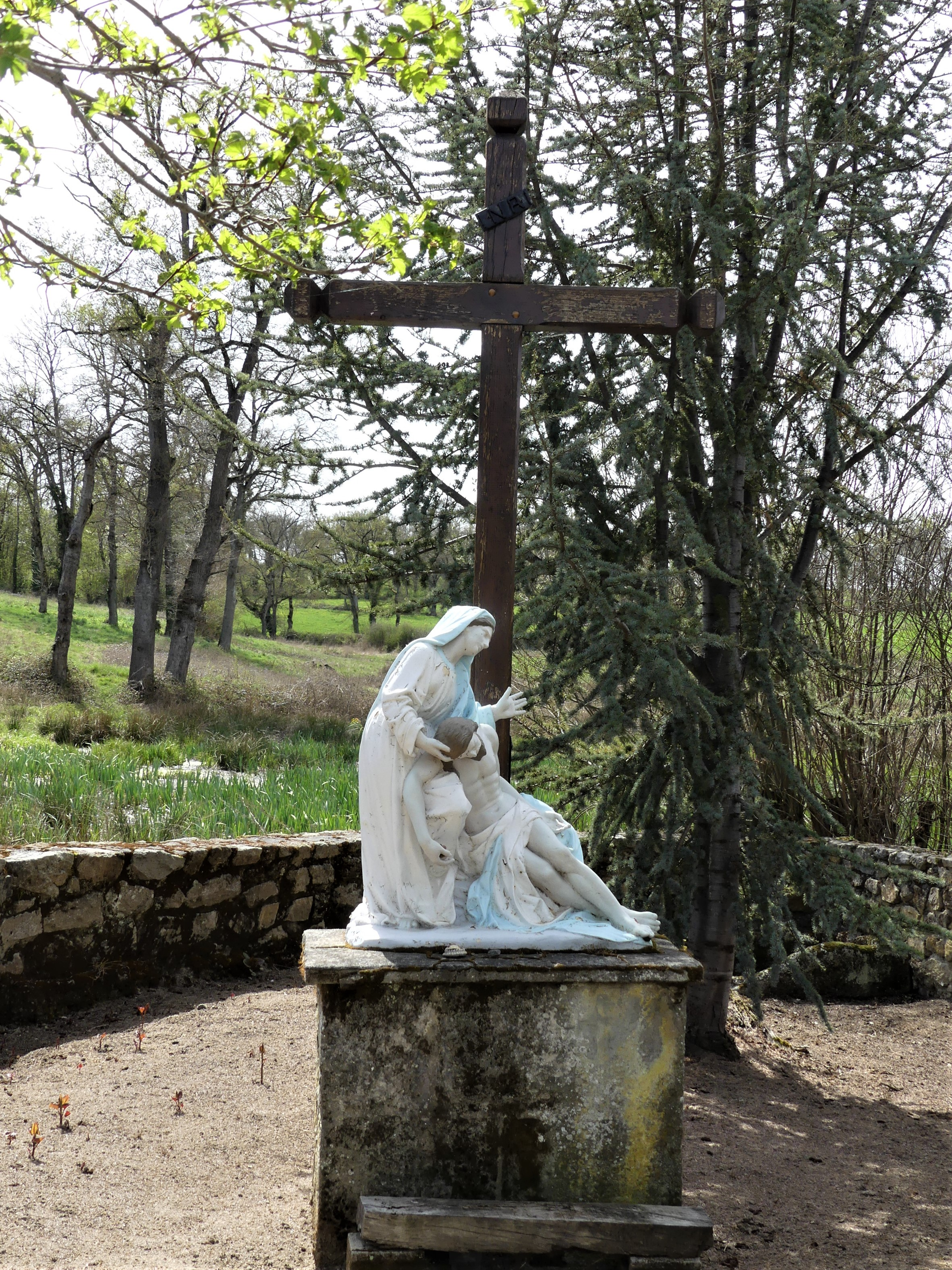
Le calvaire avec une statue de Pietà.
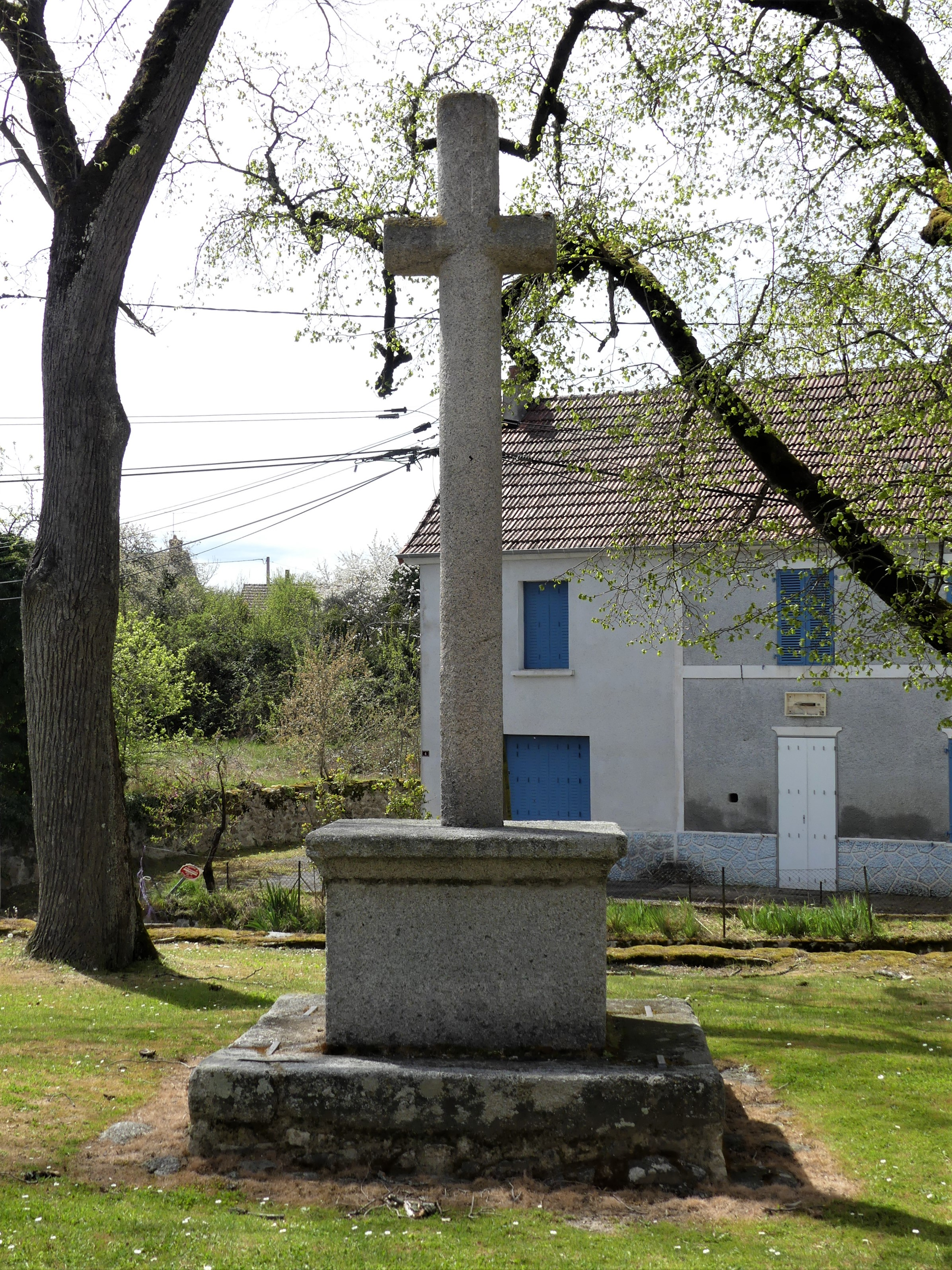
La croix devant l'église.
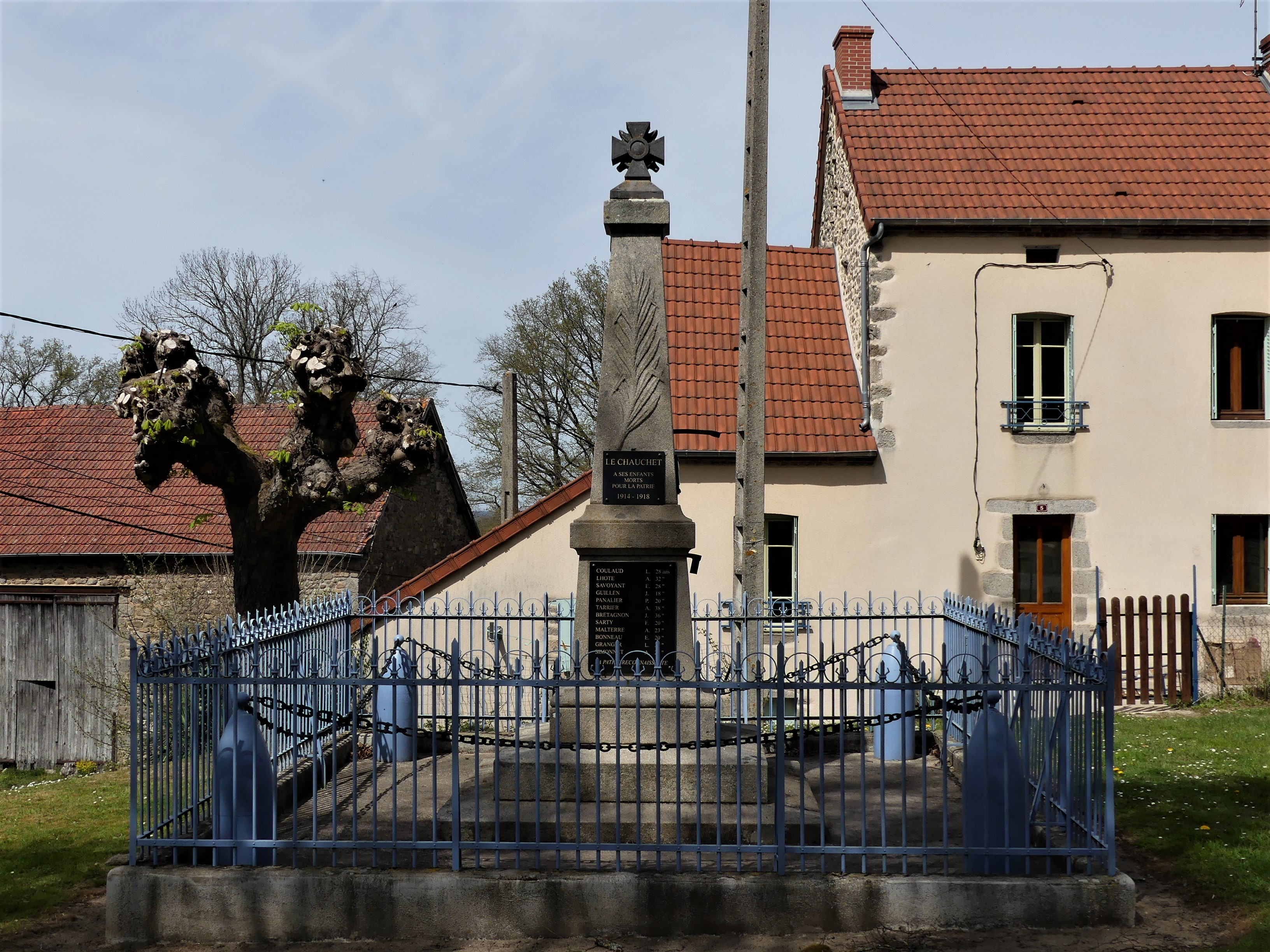
Le monument aux morts.